# Ambrosius Benson

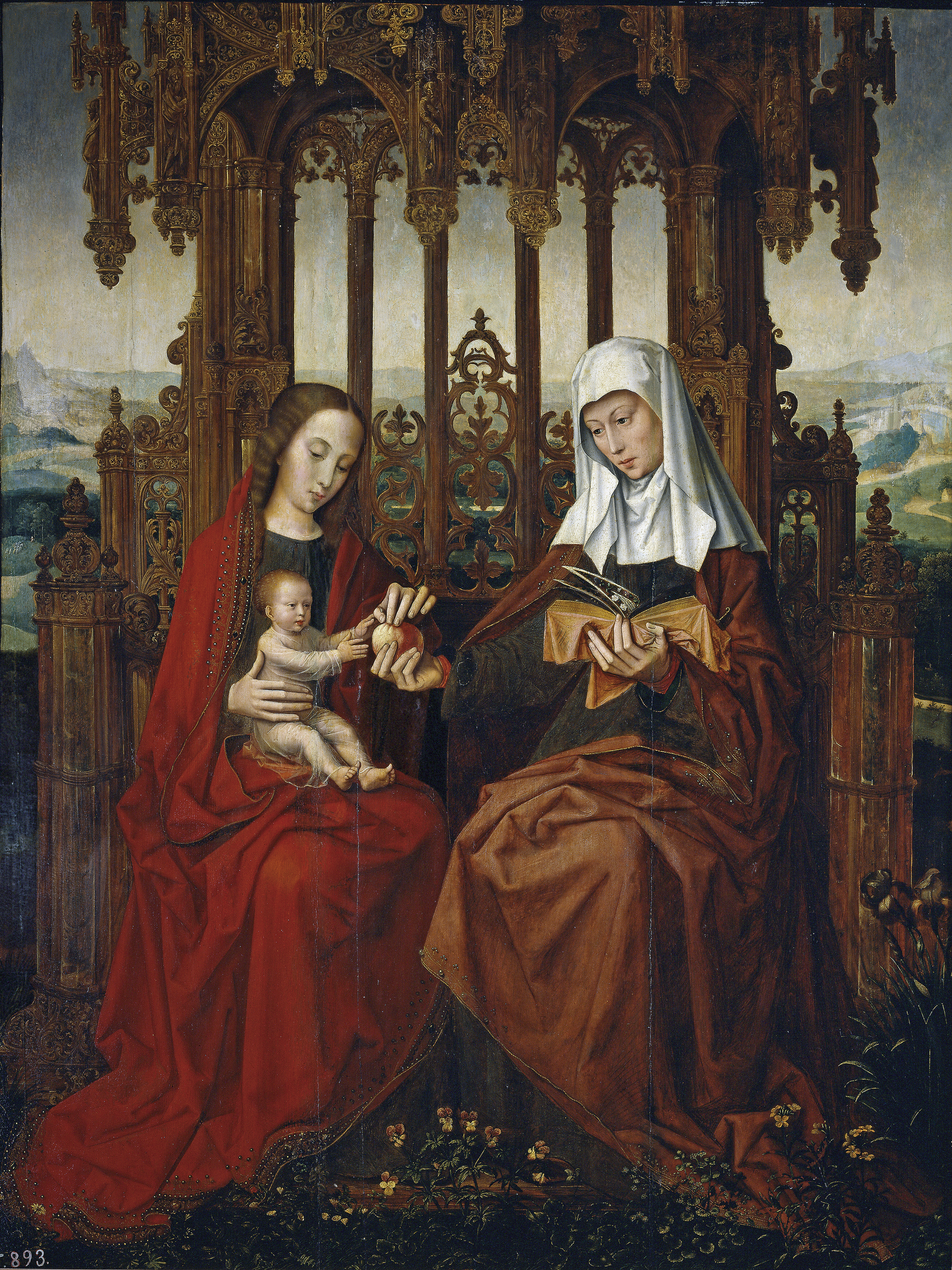
Santa Ana, el Niño Jesús y la Virgen, c. 1528 (Museo del Prado).

Ambrosius Benson (¿Región de Lombardía?, h. 1490-1500 – Brujas, enero de 1550) fue un pintor flamenco de presumible origen italiano, padre de los pintores y discípulos Guillaume Benson, también conocido como Willem Benson (1521-1574) y Jan Benson (antes de 1530 -1581). Se le supone nacido en la zona de Milán, ya que San Ambrosio es precisamente el santo patrón de la ciudad.
Poco conocido por los historiadores del arte hasta el siglo XX, su obra era englobada bajo el nombre de «Maestro de Segovia» por las abundantes pinturas de estilo similar existentes en dicha ciudad y alrededores. Posteriormente, se desveló la identidad de Ambrosius Benson gracias a las iniciales descubiertas en un cuadro típico de su estilo.
La presencia de tantas obras de Benson en España se explica por el flujo comercial que se desarrolló entre Brujas y Segovia en los siglos XV y XVI, mayormente por la compraventa de lana y tejidos. También parece evidente que Benson creó abundantes pinturas expresamente para el mercado español.

## Biografía

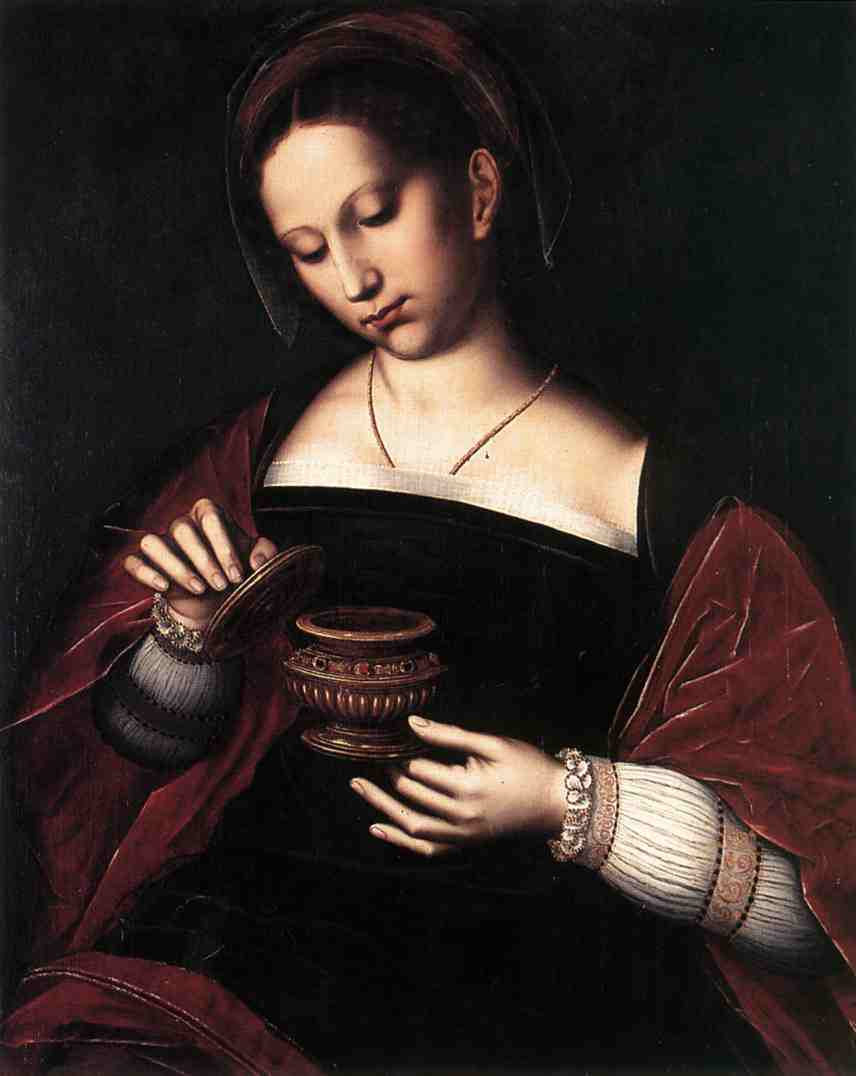
María Magdalena, cuadro de Ambrosius Benson, Museo Groeninge de Brujas.

Casi nada se sabe de sus orígenes. Consta que en 1518 obtuvo la ciudadanía de Brujas y que colaboró durante unos meses en el taller de Gérard David, con quien luego pleiteó en relación con unas pertenencias. 
Se estableció como maestro independiente en 1519, y su éxito comercial fue bastante rápido. La actividad de su taller se incrementó a partir de 1520, y consta que alquiló (entre 1522 y 1530) diversos puestos del mercado anual para vender sus cuadros. Se casó en dos ocasiones, la primera con Anna Ghyselin, de quien tuvo dos hijos, ambos artistas: Willem Benson (Guillaume Benson) y Jan Benson; la segunda esposa fue Josyne Michiels con quien tuvo una hija, además de tener otras dos hijas de relaciones extramatrimoniales. 
Su relación con comerciantes y clientes españoles hubo de ser bastante estrecha; compró una casa al comerciante Lucas de Castro, y pagó la mitad con ocho pinturas cuya tasación consta en 1533. Ello demuestra el alto precio al que se cotizaban. Un tal Sancho de Santander, citado varias veces, pudo ejercer de intermediario para el envío de sus obras a España.

## Obra

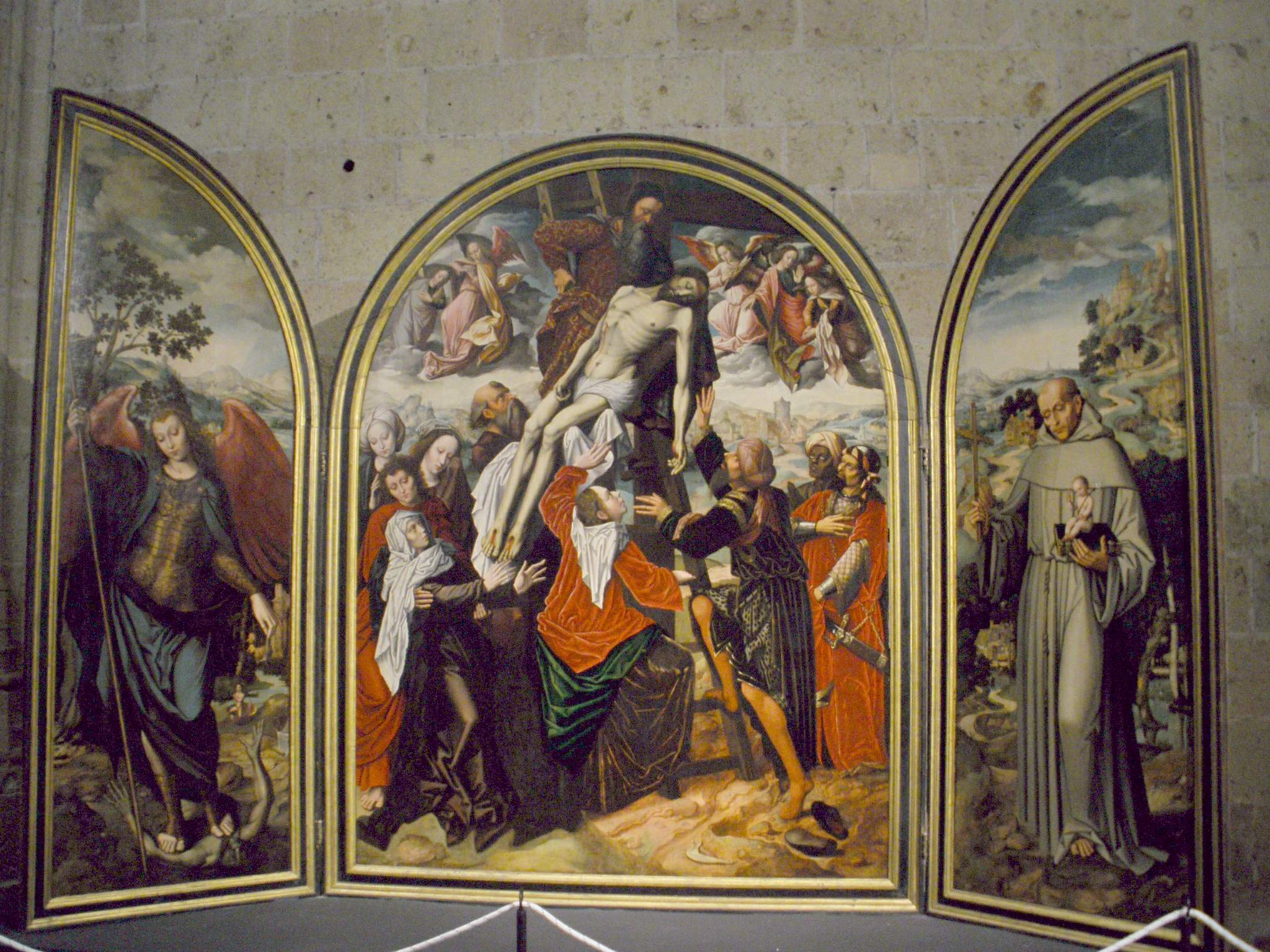
Tríptico del Descendimiento, conservado en la sala de pintura bajo claustro de la catedral de Segovia.

Su obra muestra un amplio abanico de temáticas, aunque destacan en número los retratos y las escenas religiosas, y su calidad es irregular debido a la intervención de ayudantes. Coincide en muchos rasgos de estilo con Jan Provost y Adriaen Isenbrandt. Los tres se mantuvieron fieles a los temas del gótico flamenco y a la ejecución minuciosa, pero introdujeron novedades italianas. Las figuras de Benson se suelen reconocer por su tez ligeramente rojiza, la nariz recta y los dedos largos.
Solo se conocen dos pinturas firmadas y siete fechadas suyas, que se han utilizado como referencia para la atribución de otras 150 obras más. Sus obras se reparten por los principales museos del mundo, siendo España y Bélgica los países que tienen mayor número de obras del autor. 
En España, los museos que cuentan con obras suyas son el Museo Thyssen-Bornemisza (Retrato de caballero orando, c. 1525), el Museo de Bellas Artes de Bilbao (Piedad al pie de la cruz, 1530), el Museo Diocesano de Arte Sacro de Las Palmas de Gran Canaria (Virgen de Belén), el Museo Arqueológico Provincial de Orense (Crucifixión, primera mitad del siglo xvi) y el Museo del Prado, que custodia siete obras, todas ellas procedentes de la ciudad de Segovia, que llegaron a éste a través del Museo de la Trinidad. Un amplio número de obras se hallan en Segovia, en cuya catedral se custodian el tríptico del Descendimiento, la obra maestra del autor, así como el tríptico de la Virgen de la Pera; por su parte, el Museo de Segovia conserva un ecce-homo y una santa Faz, similar a otra que se conserva en la iglesia de la Trinidad, mientras que el Ayuntamiento de Segovia custodia otro tríptico, la Adoración de los pastores. La catedral de Burgos atesora en su museo cuatro obras más: la Piedad, la Ascensión y la Resurrección, y una Inmaculada Concepción que procede de la iglesia de Santa María de San Llorente de Losa.
En las últimas décadas, importantes casas de subastas como Christie's o Sotheby's han sacado a la venta un gran número de obras atribuidas a Benson, siendo destacables el tríptico de las lamentaciones, subastado por la última en 2008, causando polémica por haber sido sustraído de la iglesia de Santa Cruz de Nájera (La Rioja) en 1913. Si bien el gobierno español intentó evitar la venta, no pudo hacerlo pues la legislación europea sobre delitos artísticos es muy posterior a la fecha del robo, y finalmente, la obra se adjudicó en 1,46 millones de euros. El retrato de una mujer con un gato, fue subastado por Christie's en el año 2000, alcanzando un precio mayor, pues superó los 1,76 millones de euros, aunque la misma casa ha subastado otras obras por un precio mucho menor.